# Marie de Durfort
Ne doit pas être confondu avec Madame de Duras.
Marie de Durfort, dite Mademoiselle de Duras, est née à Duras le 26 janvier 1648 et morte le 13 mai 1689. Elle était fille de Guy Aldonce Ier de Durfort, marquis de Duras, comte de Rauzan et seigneur de Lorges, maréchal de camp et d'Élisabeth de La Tour d'Auvergne.
Sœur de Jacques Henri de Durfort, dame d'atours de la duchesse d'Orléans, elle était protestante et fut convertie au catholicisme par Jacques-Bénigne Bossuet en 1678, à la suite de célèbres conférences.

## Sources partielles
- Marie-Nicolas Bouillet  et Alexis Chassang (dir.), « Marie de Durfort » dans Dictionnaire universel d’histoire et de géographie, 1878 (lire sur Wikisource)
- Yves Durand, La Maison de Durfort à l'époque moderne, Nantes, 1975, 334 p.
- François Aubert de la Chesnaye-Desbois, Dictionnaire de la Noblesse, Paris, Berger-Levrault, 1782 (réimpr. 1980) (ISBN 2-7013-0279-X)